# Hwang Shu-Perng
Hwang Shu-Perng (* 1975) ist eine taiwanische Rechtswissenschaftlerin und Hochschullehrerin an der Rheinischen Friedrich-Wilhelms-Universität Bonn.

## Leben und Wirken
Hwang studierte Rechtswissenschaften an der Nationaluniversität Taiwan, wo sie 1997 den Bachelor of Laws und 1999 den Master of Laws erwarb. 2001 erwarb sie an der Columbia University einen weiteren Master-Titel. 2004 wurde sie mit der verfassungsrechtsvergleichenden Arbeit Verfassungsgerichtlicher Jurisdiktionsstaat? Eine rechtsvergleichende Analyse zur Kompetenzabgrenzung von Verfassungsgericht und Gesetzgeber in den USA und der Bundesrepublik Deutschland mit summa cum laude zur Dr. iur. promoviert. Anschließend war sie als Professorin an der privaten Chung-Yuan-Universität in Zhongli tätig. Im Februar 2007 wechselte sie als Forschungsprofessorin für Verfassungs- und Verwaltungsrecht an das Institutum Iurisprudentiae der Academia Sinica. Seit dem Wintersemester 2022/23 hat sie die W3-Schlegel-Professur für Öffentliches Recht, Rechts- und Verfassungstheorie sowie Rechtsvergleichung an der Universität Bonn inne.
Hwangs Forschungsschwerpunkte liegen im Bereich des Verfassungsrechts und Verwaltungsrechts, jeweils insbesondere dem deutschen und taiwanesischen und allgemein vergleichend, im Europarecht, auf dem Gebiet des Internationalen Menschenrechtsschutzes und der allgemeinen Staatslehre.

## Schriften (Auswahl)
- Verfassungsgerichtlicher Jurisdiktionsstaat? Eine rechtsvergleichende Analyse zur Kompetenzabgrenzung von Verfassungsgericht und Gesetzgeber in den USA und der Bundesrepublik Deutschland. Duncker & Humblot, Berlin 2005, ISBN 978-3-428-11654-6 (Dissertation).
- Bestimmte Bindung unter Unbestimmtheitsbedingungen: Eine institutionelle Analyse zur Funktion der unbestimmten Rechtsbegriffe im Umwelt- und Telekommunikationsrecht. Mohr Siebeck, Tübingen 2013, ISBN 978-3-16-152937-5.
- Verfassungsordnung als Rahmenordnung: Eine kritische Untersuchung zum Materialisierungsansatz im Verfassungsrecht aus rahmenorientierter Perspektive. Mohr Siebeck, Tübingen 2018, ISBN 978-3-16-156200-6.
- Europarechtsordnung als Rahmenordnung: Versuch einer Überwindung der dualistischen Konstruktion von staatlichen und überstaatlichen Rechtsordnungen. Mohr Siebeck, Tübingen 2020, ISBN 978-3-16-159017-7.